# ルーダースベルク
ルーダースベルク (ドイツ語: Rudersberg) はドイツ連邦共和国バーデン＝ヴュルテンベルク州レムス＝ムル郡に属す町村（以下、本項では便宜上「町」と記述する）である。

## 地理

### 位置
ルーダースベルクは、ヴェルツハイムの森の西端、ヴィースラウフタールの高度 270 m から 536 m、ショルンドルフとバックナングとの間に位置している。町域は、自然地理区分上はシュールヴァルトとヴェルツハイムの森、シュヴァーベン＝フランケンの森山地、ネッカー盆地にまたがる。

### 隣接する市町村
ルーダースベルクは、北西から時計回りに以下の市町村と境を接する: アルマースバッハ・イム・タール、ヴァイサハ・イム・タール、アルトヒュッテ、カイザースバッハ、ヴェルツハイム、ショルンドルフ、ベルグレン。

### 自治体の構成
ルーダースベルクは、1970年代のバーデン＝ヴュルテンベルク州の自治体再編以前には独立した町村であったアスペルグレン、ルーダースベルク、シュレヒトバッハ、シュタイネンベルクの各地区からなる。これらの地区には合わせて29の村落、小集落、農場、住宅地がある。

### 土地利用
| 土地用途別面積 | 面積 (km2) | 占有率 |
| -------------- | ---------- | ------ |
| 住宅地         | 1.90       | 4.8 %  |
| 産業用地       | 0.60       | 1.5 %  |
| レジャー用地   | 0.24       | 0.6 %  |
| 交通用地       | 1.97       | 5.0 %  |
| 農業用地       | 15.98      | 40.6 % |
| 森林           | 17.77      | 45.1 % |
| 水域           | 0.18       | 0.5 %  |
| その他の用地   | 0.73       | 1.9 %  |
| 合計           | 39.37      |        |

出典: Statistisches Landesamt Baden-Württemberg

## 歴史

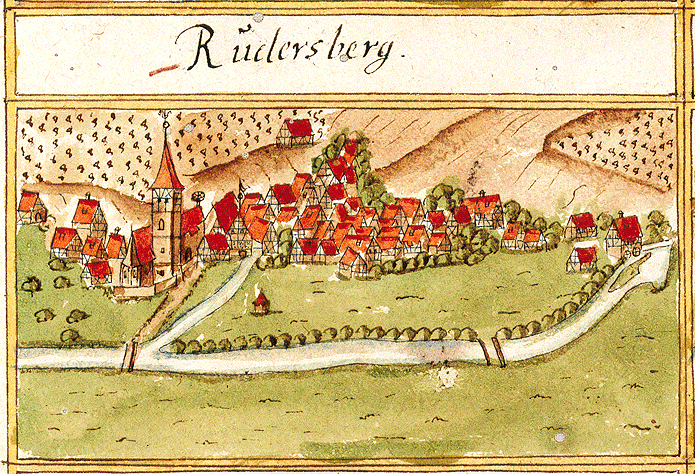
アンドレアス・キーザーの1685年の森林登録簿に描かれたルーダースベルク

ルーダースベルクの最初の文献記録は、1245年に作成された教皇インノケンティウス4世の文書である。
シュレヒトバッハは1298年に、アーデルベルク修道院に農場の一部を寄進する際に Minneslechbach として記載されている。これ以前の1181年にはすでに、皇帝フリードリヒ1世の従者として Diepoldus de Slechbach という名前の人物が記録されている。
シュタイネンベルクは1234年に初めて文献に記録されている。
アスペルグレンとクレーヴィンケル（現在はアスペルグレン地区に含まれる村落）は1411年に、ヴュルテンベルク伯エーバーハルト3世の所領をゲオルク・フォン・ウーアバッハに移譲する際に記録されている。

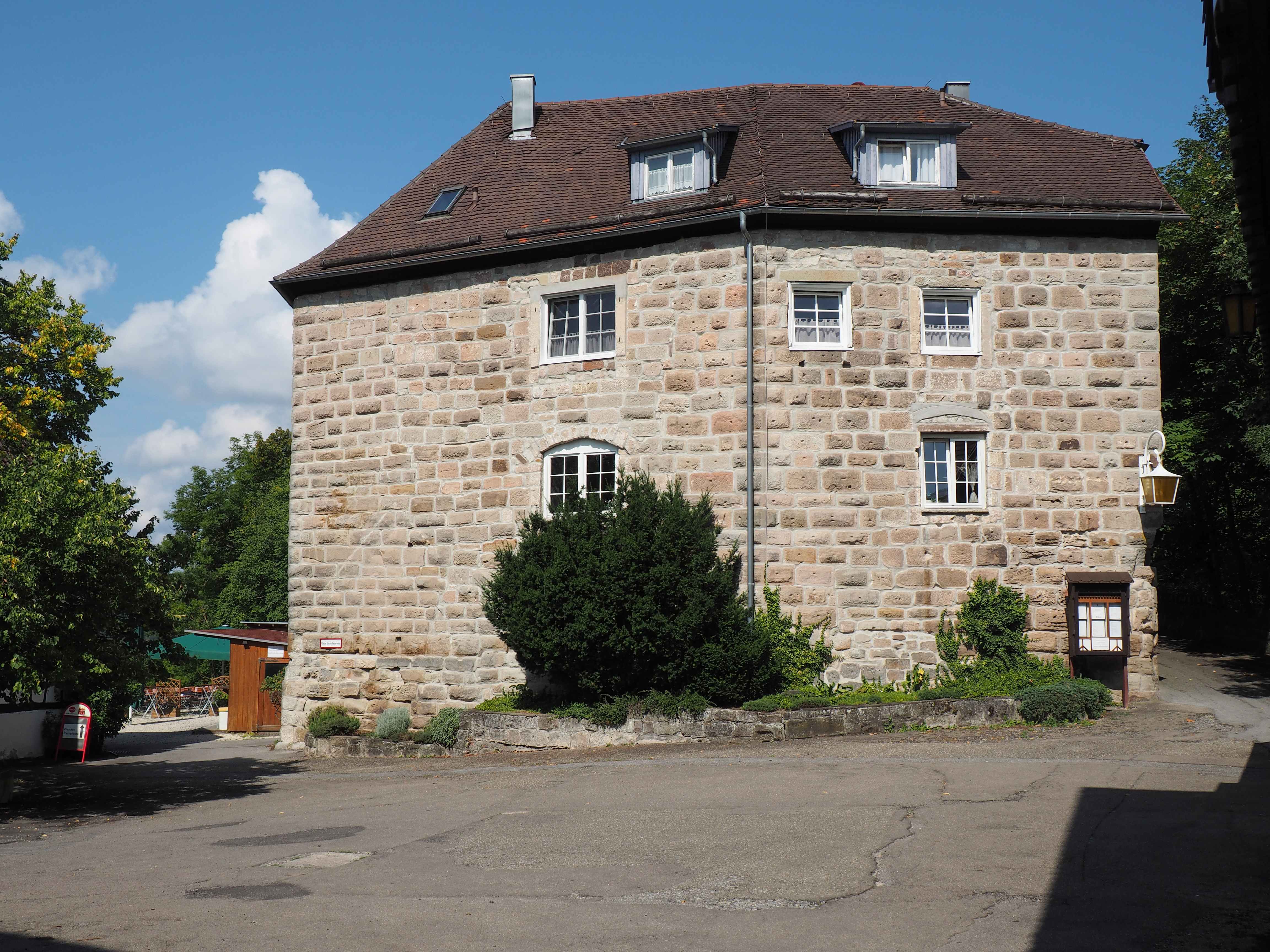
ヴァルデンシュタイン城

ミヒェラウ（現在はシュレヒトバッハ地区に含まれる小集落）は、南の町境に接する「ルーダースベルクの門」で、1284年にコンラート・フォン・ヴァルデンシュタインの文書に初めて記録されている。コンラート・フォン・ヴァルデンシュタインは皇帝の官吏である。彼は、この村の所領のことでロルヒ修道院と対立するつもりはないと、アルブレヒト・フォン・ミッヒェンローヴェに告げている。「ミヒェラウ」という名称は古いドイツ語で「草地の中の農場」を意味している。ミヒェラウは1821年に教会上および学区上、当時は独立した町村であったシュタイネンベルクに属した。しかしこの集落は、地方行政上はウンターシュレヒトバッハに属していた。ミヒェラウには、脱穀水車と搾油水車があった。水車は、長さ約 2.5 km のミュールバッハ（水車用水路）によってヴィースラウフ川から引かれた水で駆動していた。搾油水車は現在博物館となっている。
現在のルーダースベルクに属す集落では、1910年までワイン造りがなされていた。ブドウネアブラムシによってブドウの木が全滅し、果実栽培に切り替えられた。町内にはこの地域で作付け面積最大のイチゴ畑があり、ルーダースベルクは人口比ではドイツ最大のイチゴ生産地となっている。
1806年のヴュルテンベルク王国建国によりルーダースベルクはオーバーアムト・ショルンドルフに属した。1807年に隣接するオーバーアムト・ヴェルツハイムに移管された。1905年、ヴィースラウフ鉄道の建設によって、ルーダースベルクは王立ヴュルテンベルク邦有鉄道の鉄道網に接続した。
1938年の地域再編によってルーダースベルクはヴァイプリンゲン郡に編入された。
1942年にゲシュタポ（シュトゥットガルト司令部）が旅館「ツーア・リッターブルク」を接収し、女性140人を収容する労働訓練収容所 (AEL) に改築した。絶望的な生活環境と嫌がらせの中、彼女らはルーダースベルクのホルン木工所、ヴェルツハイムのバウクネヒト社や農業で強制労働に従事させられた。シュトゥットガルトの留置所が爆撃された後、300人以上の収監者がこの収容所に移送されてきた。この収容所は、ラーフェンスブリュックやアウシュヴィッツなどの強制・絶滅収容所へ追放者を送るための通過収容所の役割も果たしていた。合計約 3,500人の女性がこの収容所を通っていった。墓地には、収容された女性たちを追悼する記念碑が建立されている。
1972年2月25日、アスペルグレンがルーダースベルクに合併した。同年10月1日にルーダースベルクとシュタイネンベルクが合併し、新たな自治体ルーダースベルクとして統合された。1975年1月1日にこのルーダースベルクと自治体シュレヒトバッハ（1967年まではウンターシュレヒトバッハという名称であった）が合併して現在の姿となった。ルーダースベルクは、1973年1月1日からレムス＝ムル郡に属している。
ヴァルデンシュタイン地区では、現在は古城レストランとなっているヴァルデンシュタイン城の遺構が見られる。

## 住民

### 宗教
16世紀に宗教改革がなされて以降、ルーダースベルクでは福音主義＝ルター派が主流である。現在も3つの福音主義教団と1つの牧師区がある。一方、ローマ＝カトリック教会も教区を設けている。さらに、統一メソジスト教会や新使徒派教会もこの町にはある。

## 行政

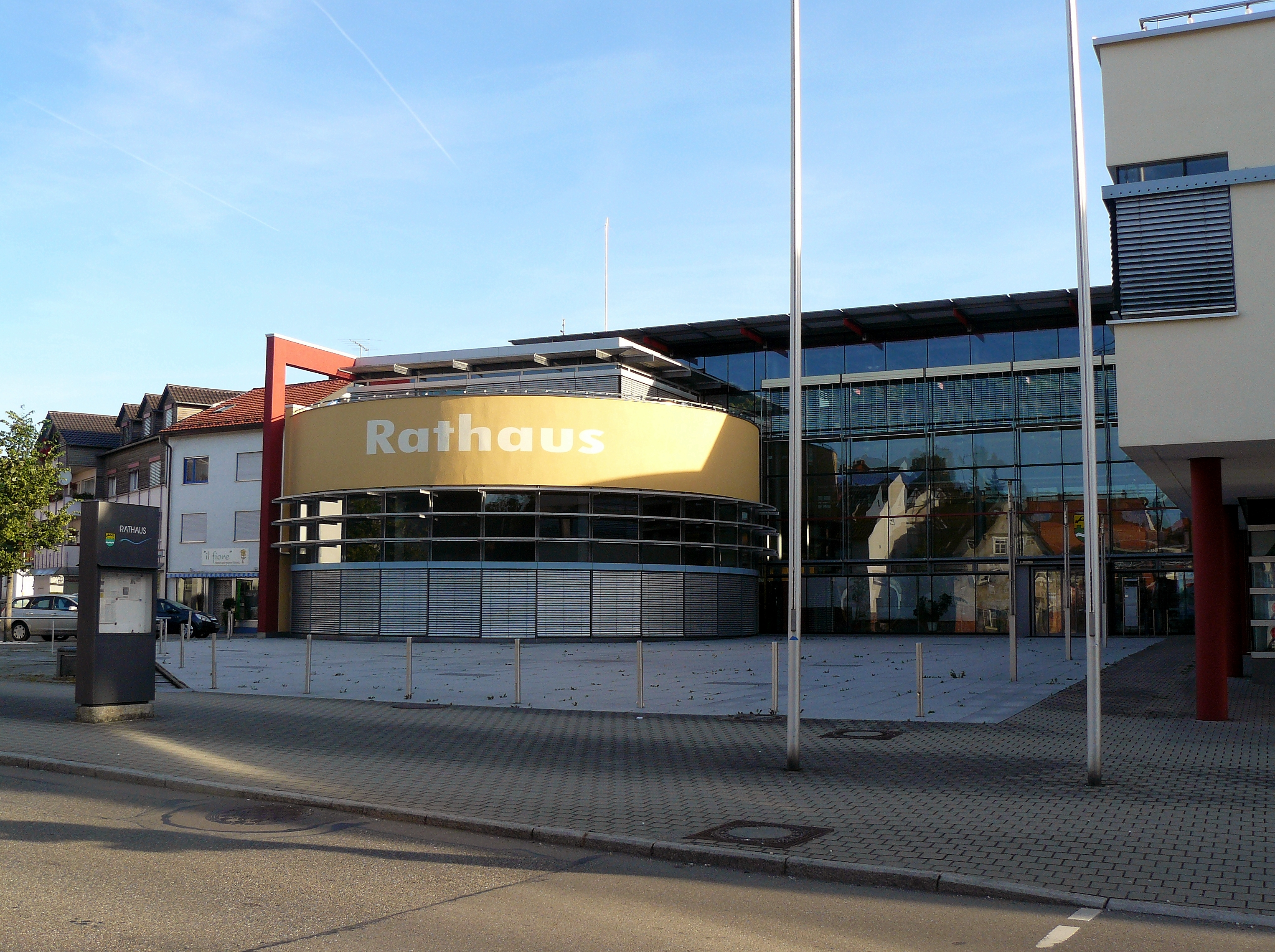
ルーダースベルクの町役場

### 町議会
ルーダースベルクの町議会は、選挙で選ばれた27人の名誉職の議員と、議長を務める町長で構成されている。町長は町議会において投票権を有している。

### 地区議会
アスペルグレン地区、シュレヒトバッハ地区、シュタイネンベルク地区にはそれぞれ地区議会がある。アスペルグレンとシュタイネンベルクの地区議員は名誉職だが、シュレヒトバッハの地区議員は専任である。

### 首長
マルティン・カウフマンは2007年に町長に選出された。彼は2017年9月に新たにレオンベルクの上級市長に選ばれた。
2018年1月21日、コルプの元主席行政官ライモン・アーレンスがルーダースベルクの新町長に選出された。

### 姉妹自治体
- ラニス（ドイツ語版、英語版）（ドイツ、テューリンゲン州）1991年[13]

## 経済と社会資本

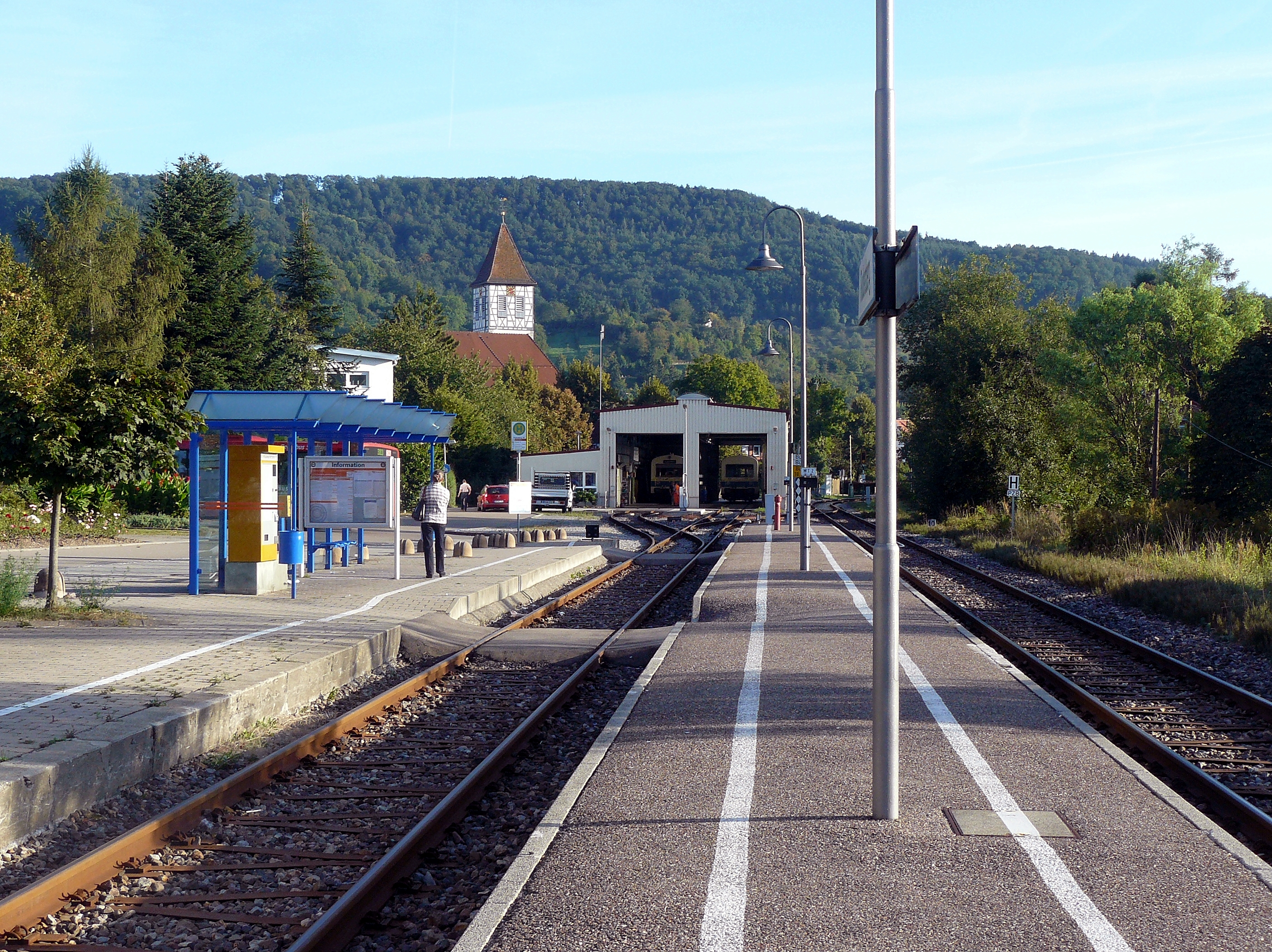
ルーダースベルク駅

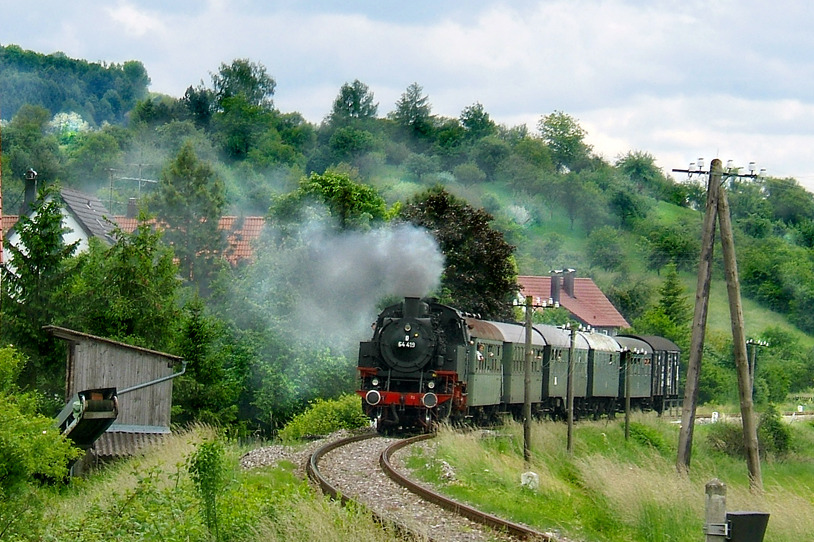
ルーダースベルク＝ミヒェラウ付近を走行中の保存鉄道

### 交通
ルーダースベルク＝オーベルンドルフ駅は、1908年にショルンドルフからルーダースベルクまで開通したヴィースラウフタール鉄道の現在の終着駅である。王立ヴュルテンベルク邦有鉄道は、ルーダースベルクの駅舎を Typ IIb の統一された駅舎として建設した。主要運行時間帯には30分間隔で列車が発着する。発着時間に合わせて調整されたバス運行コンセプトが、鉄道の通っていない地区に提供されている。1911年に完成し、1988年に崖崩れのために遮断されていたヴェルツハイムまでの鉄道運行は、2010年5月から夏季の日曜・祝日とアドヴェントの期間に観光用列車が特別ダイヤで運行される。地域を超えた道路へは州道を通って、バックナングで B14号線、ショルンドルフで B29号線、ムンデルスハイムで A81号線に接続する。
ルーダースベルクは、ボームテとならんで、ドイツで最初に交通プロジェクト「シェアード・スペース（共有空間）」に参加した自治体の1つである 。

### 教育
ルーダースベルク学校センターには、基礎課程学校 1校、本課程学校 1校、実科学校 1校、養護学校 1校がある。シュレヒトバッハとシュタイネンベルクにはそれぞれ1校の基礎課程学校がある。シュタイネンベルクの基礎課程学校は「アウグスト＝レムレ＝シューレ」という名称である。

### 地元企業
- ヴェル・グループ、国際的な窓・扉メーカー、従業員数 1210人、売上高 1億7040万ユーロ（2017年）である[18]。
- アドルフ・フェール GmbH + KG、ダイカスト、射出形成業者[19]
- ロッホマン・フィルムテタターベトリーベ、映画館経営

## 文化と見所

### スポーツ
1906年に設立された TSV ルーダースベルクは、1986年に会員数 1000人を超えた。1919年に TSV シュレヒトバッハ、1924年に TSV オーベルンドルフが創設された。SF オーベルンドルフは会員数約 650人である（2008年）。

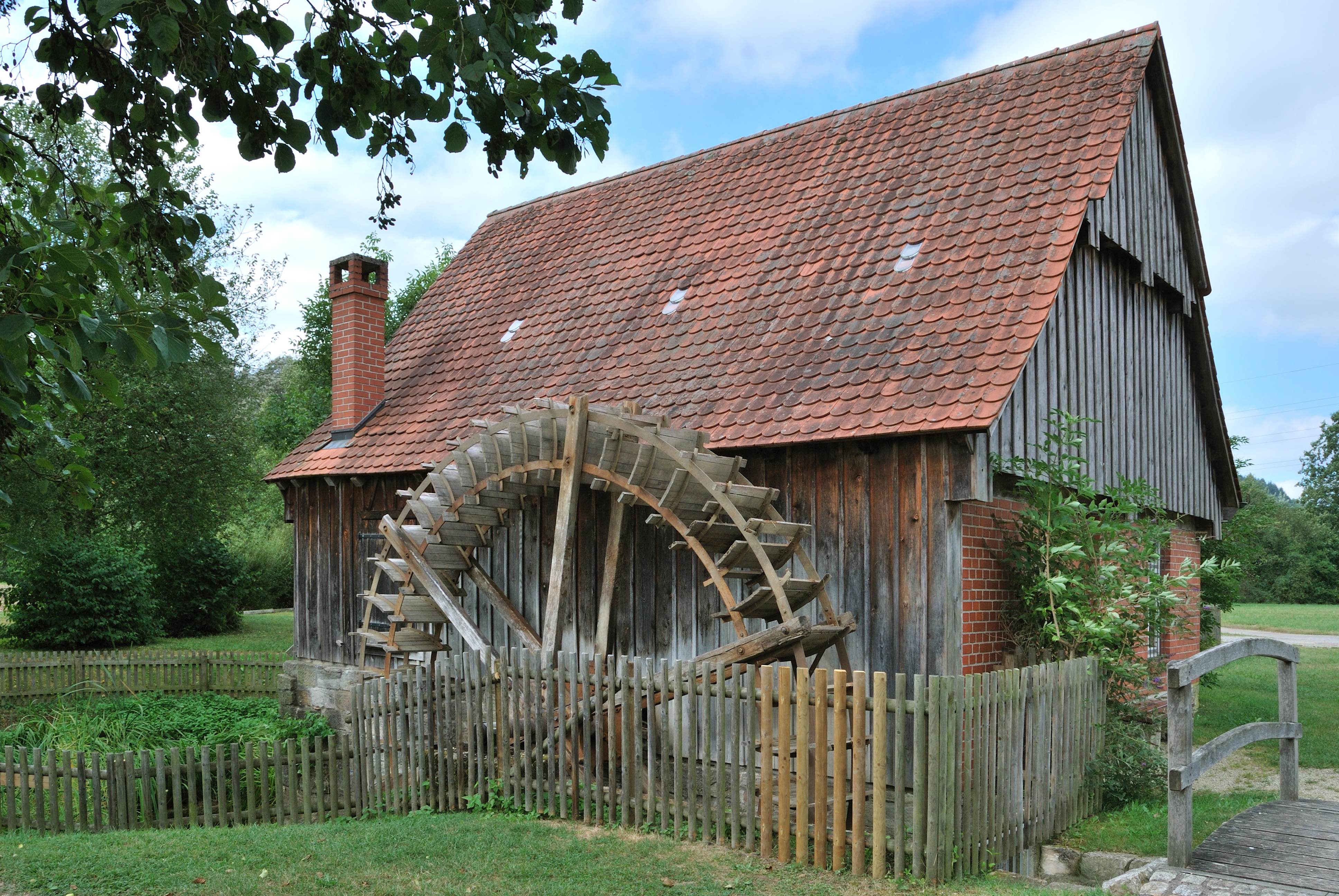
ミヒェラウ地区の搾油水車小屋

### 博物館
ルーダースベルクには郷土博物館がある。ミヒェラウ地区では、搾油水車小屋が博物館に改築されている。

### ヴィースラウフタール鉄道
DBK 歴史的鉄道協会は、夏期の日曜・祝日に、ヴィースラウフタール鉄道ショルンドルフ - ヴェルツハイム間で歴史的車両を用いた特別列車を運行している

### 年中行事
- マイトレフ - ルーダースベルクの企業の門戸開放日
- ルーダースベルガー・モトクロス - ケーニヒスブロンホーフのレースコース
- シュレヒトバッハー・モーファクロス - シュレヒトバッハ・スポーツゲレンデでの福音主義ユーゲント・ルーダースベルクのイベント
- マネンベルクのジャガイモ祭り - ジャガイモをテーマにしたマネンベルク村落共同体のイベント
- リンゴ市 - リンゴをテーマにしたルーダースベルクの企業の門戸開放日（10月3日）
- アドヴェンツヴァルト - アドヴェントの週末に旧ラートハウス広場とバーンホーフヴェークで開催される森をイメージした市場[21]